# St. Albans, Maine
St. Albans är en kommun i Somerset County i delstaten Maine, USA.